# Ga Pyeongtaek
Ga Pyeongtaek (Tiếng Hàn: 평택역, Hanja: 平澤驛) là ga đường sắt trên Tuyến Gyeongbu ở Pyeongtaek-dong, Pyeongtaek-si, Gyeonggi-do. Khi mới xây dựng nhà ga, nhà ga tọa lạc tại Tongbok-ri (nay là Wonpyeong-dong), Byeongnam-myeon, Jinwi-gun, nằm ở phía Tây của Tuyến Gyeongbu, tuy nhiên nhà ga đã bị phá hủy do bị ném bom trong Chiến tranh Triều Tiên và một tòa nhà mới được xây dựng tại vị trí hiện tại vào năm 1953. Nhà ga hiện tại là nhà ga tư nhân, hoàn thành vào ngày 24 tháng 4 năm 2009 và AK Plaza được khai trương. Một số điểm dừng của ITX-Saemaeul, tất cả các chuyến tàu Mugunghwa-ho và Tàu điện ngầm vùng thủ đô Seoul tuyến 1. Khoảng cách từ ga này đến Ga Seonghwan là 9,4 km, băng qua ranh giới giữa Gyeonggi-do và Chungcheongnam-do, khiến ga này trở thành ga xa nhất so với Tàu điện ngầm vùng thủ đô Seoul tuyến 1.

## Lịch sử

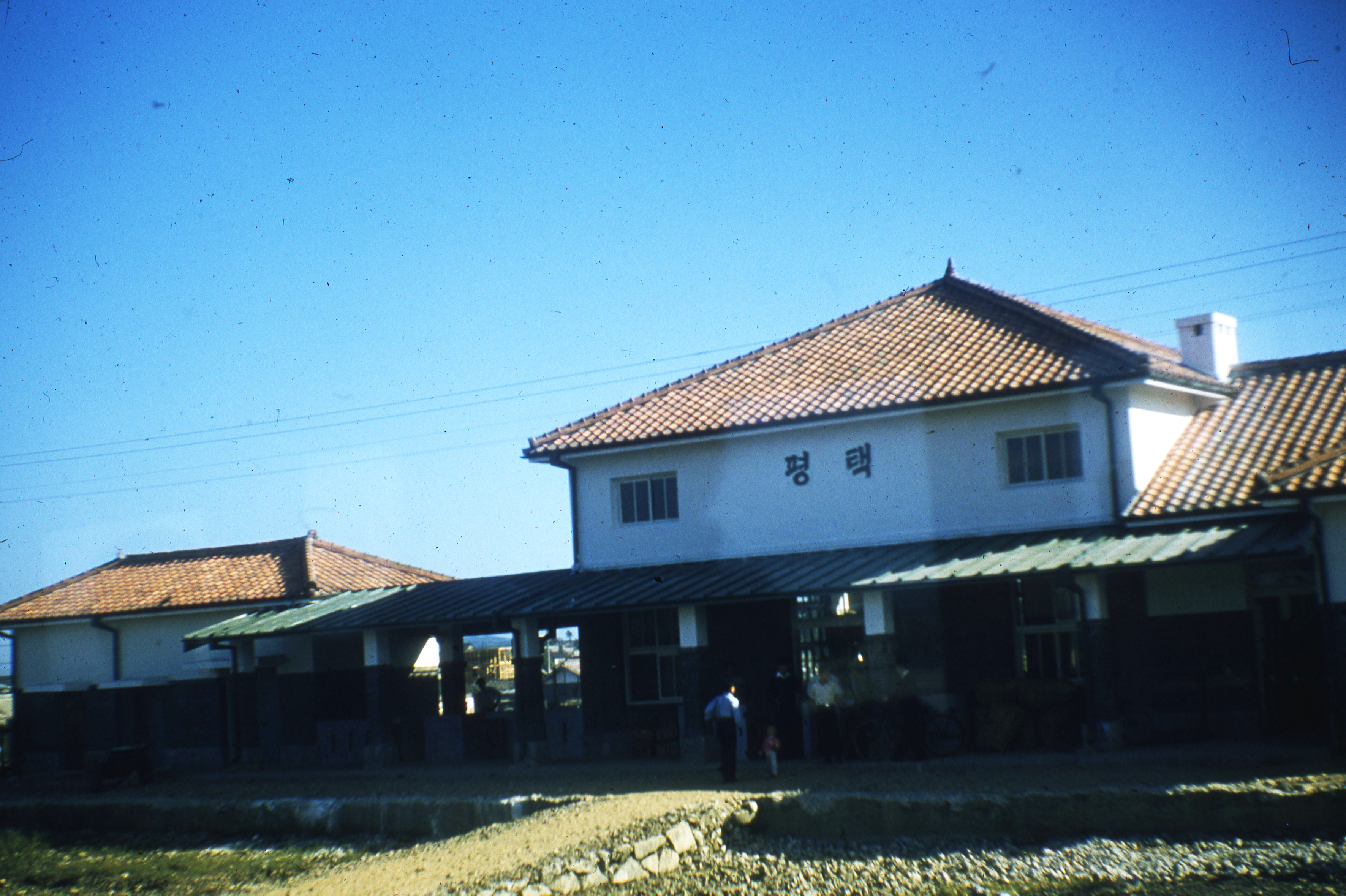
Ga Pyeongtaek mới xây (1953)

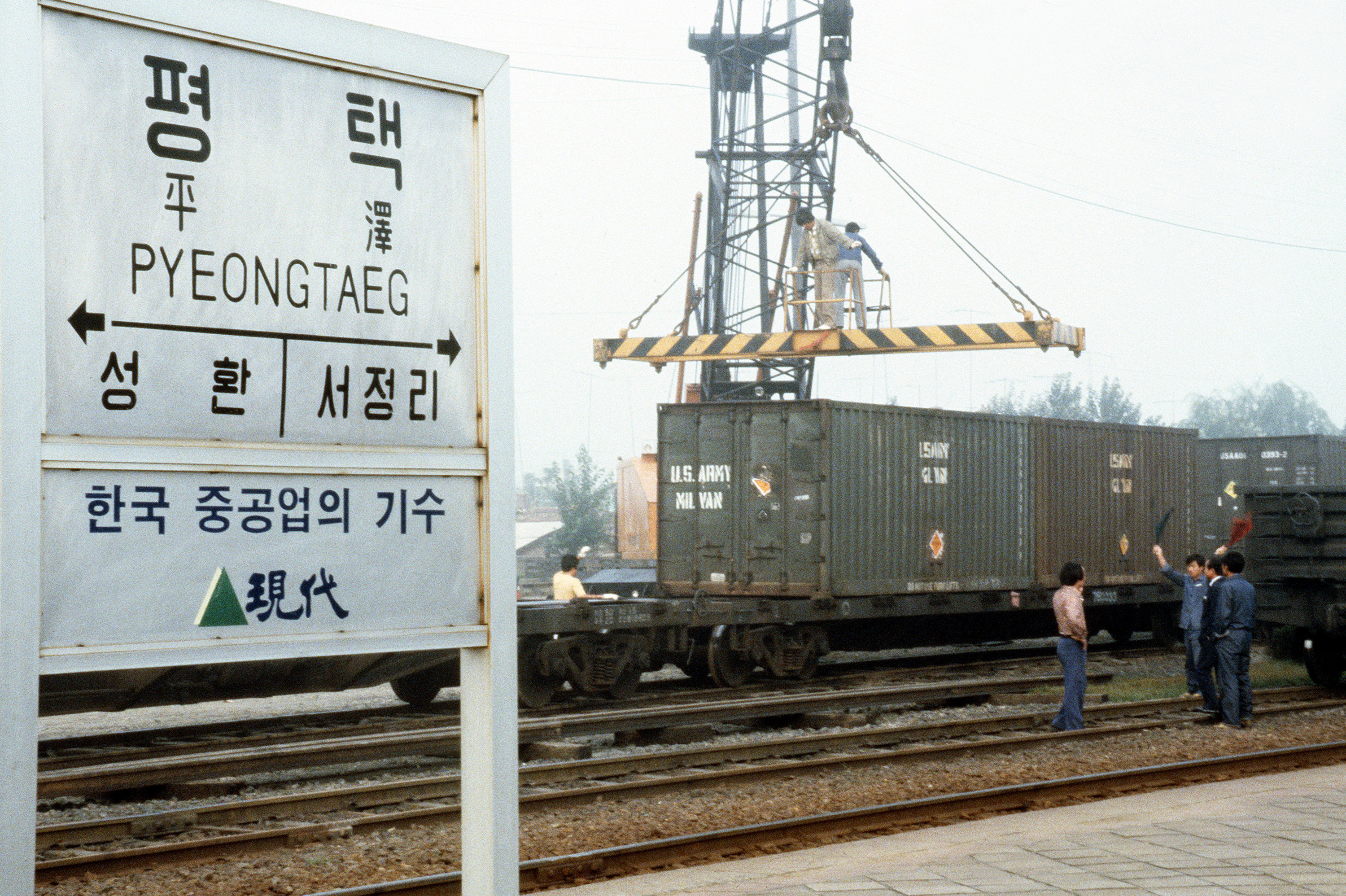
Biển tên ga cũ (31/08/1981)

- 1 tháng 1 năm 1905: Mở cửa kinh doanh với tên gọi Ga Botong ở Byeongnam-myeon, Jinwi-gun (nay là Tongbok-ri (nay là Wonpyeong-dong))
- Năm 1950 : Nhà ga bị phá hủy
- 5 tháng 10 năm 1953: Hoàn thành xây dựng nhà ga mới ở Pyeongtaek-dong
- 10 tháng 9 năm 1971: Được chỉ định làm trạm tiếp nhận than antraxit dân dụng
- 4 tháng 1 năm 1988: Hoàn thành xây dựng nhà ga mới
- 2 tháng 6 năm 1999: Theo việc sắp xếp lại lịch trình chạy tàu, tất cả các chuyến tàu trên tuyến Mugunghwa-ho của Tuyến Gyeongbu bắt đầu dừng lại.
- 1 tháng 6 năm 2001: Việc bán vé tàu Edmondson dành riêng cho Tuyến Janghang đã ngừng, Tàu Tongil-ho Tuyến Janghang được vi tính hóa
- 1 tháng 4 năm 2004: Xe lửa Saemaeul-ho bắt đầu dừng lại
- 20 tháng 1 năm 2005: Khai trương mở rộng tàu điện ngầm và bắt đầu hoạt động
- 1 tháng 5 năm 2006: Ngừng xử lý hàng hóa
- 15 tháng 12 năm 2008: Điện khí hóa đường đôi của Tuyến Janghang (Cheonan-Sinchang) được khai trương và tuyến Nuriro bắt đầu vào ngày 1 tháng 6 năm 2009 (Seoul-Sinchang).
- 24 tháng 4 năm 2009: Hoàn thành xây dựng nhà ga bằng vốn tư nhân
- 12 tháng 5 năm 2014: Dịch vụ ITX-Saemaeul bắt đầu
- 2 tháng 3 năm 2015: Thông báo bắt đầu sử dụng Tuyến Pyeongtaek và Tuyến kết nối trực tiếp Pyeongtaek[5]
- 1 tháng 5 năm 2017: ITX-Cheongchun (Yongsan-Cheonan) dừng ở sân ga tốc hành và (Suwon~Cheonan~Sinchang) dừng ở sân ga địa phương.
- 18 tháng 12 năm 2017: Tạm dừng xếp dỡ hàng hóa[6]
- 1 tháng 4 năm 2018: Dịch vụ ITX-Cheongchun của Tuyến Gyeongbu bị đình chỉ
- 1 tháng 1 năm 2020: Tuyến Nuriro giữa Seoul và Sinchang lại bị đình chỉ
- 20 tháng 1 năm 2020: Dịch vụ Nuriro hoạt động trở lại (Seoul~Sinchang)
- 2 tháng 3 năm 2020: Tuyến Honam và Tuyến Chungbuk Nuriro bị đình chỉ dịch vụ
- 1 tháng 6 năm 2020: Dịch vụ Nuriro bị đình chỉ (Seoul-Sinchang)
- 1 tháng 9 năm 2023: Hoạt động ITX-Maum bắt đầu

## Bố trí ga
| ↑ PyeongtaekJije | ↑ Seojeongni | PyeongtaekJije ↓ |
| ８７ \|          | \| ４３      | ２１ \|          |
| Seonghwan ↓      |              |                  |

| 1·2 | ● Tuyến 1                                                                     | Địa phương·Tốc hành A·Tốc hành B               | → Hướng đi Cheonan · Asan · Sinchang →               |
| 3·4 | Tuyến Gyeongbu                                                                | ITX-Saemaeul·ITX-Maum Mugunghwa-ho             | → Hướng đi Daejeon · Busan · Sinhaeundae →           |
| 3·4 | Tuyến Gyeongjeon                                                              | ITX-Saemaeul                                   | → Hướng đi Dongdaegu · Masan · Jinju →               |
| 3·4 | Tuyến Honam                                                                   | ITX-Saemaeul·ITX-Maum Mugunghwa-ho             | → Hướng đi Seodaejeon · Gwangju · Mokpo →            |
| 3·4 | Tuyến Jeolla                                                                  | ITX-Saemaeul·ITX-Maum Mugunghwa-ho             | → Hướng đi Seodaejeon · Jeonju · Yeosu →             |
| 3·4 | Tuyến Janghang                                                                | Saemaeul-ho·Mugunghwa-ho                       | → Hướng đi Asan · Hongseong · Iksan →                |
| 3·4 | Tuyến Chungbuk                                                                | Mugunghwa-ho                                   | → Hướng đi Cheongju · Chungju · Jechen →             |
| 5·6 | Tuyến Gyeongbu · Tuyến Gyeongjeon Tuyến Honam · Tuyến Jeolla · Tuyến Janghang | ITX-Saemaeul·ITX-Maum Saemaeul-ho·Mugunghwa-ho | ← Hướng đi Suwon · Yongsan · Seoul                   |
| 7·8 | ● Tuyến 1                                                                     | Địa phương·Tốc hành A·Tốc hành B               | ← Hướng đi Seoul · Cheongnyangni · Đại học Kwangwoon |

## Hình ảnh

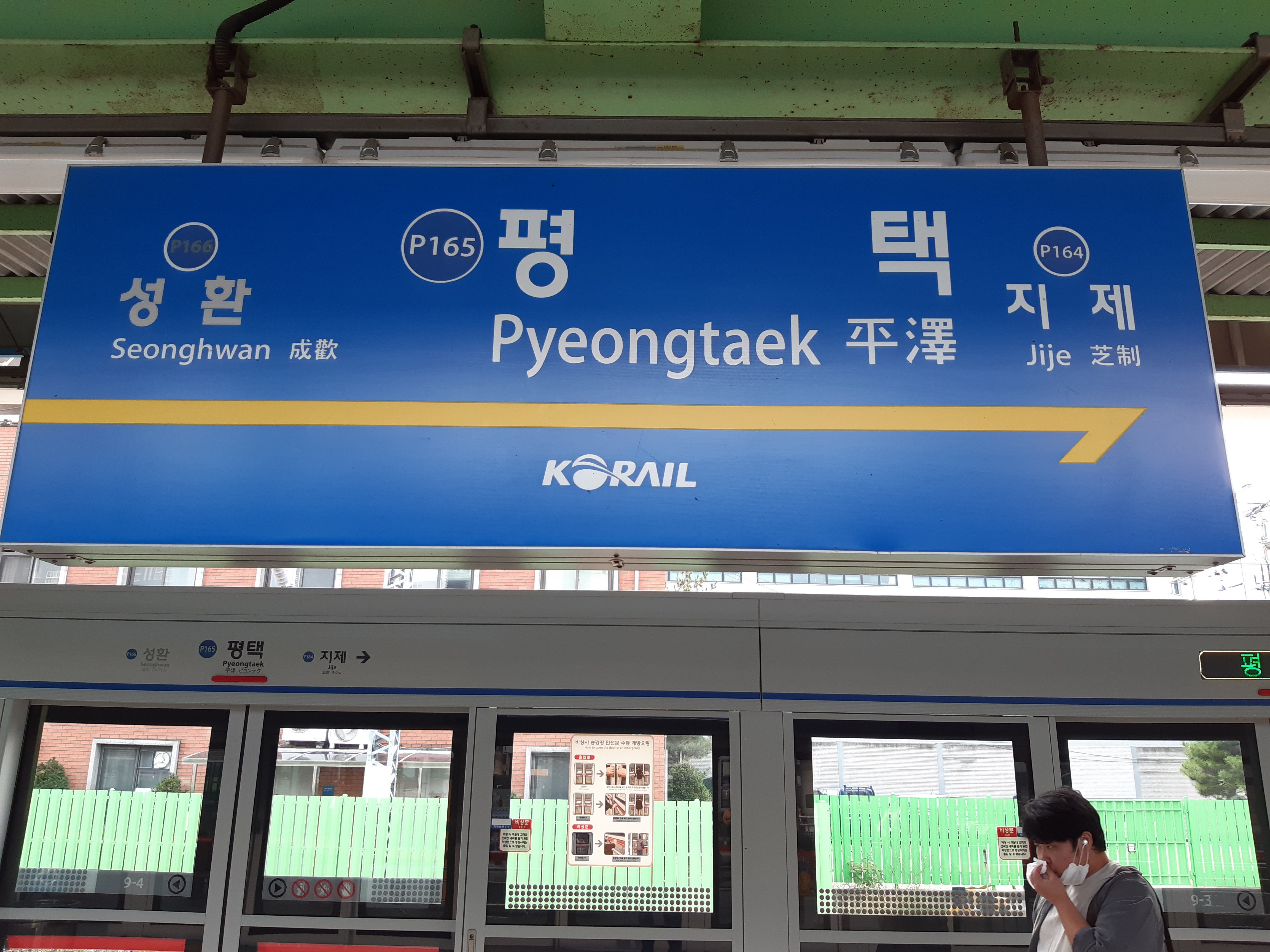
Bảng tên ga tàu điện ngầm (trước khi ga Jije đổi tên thành ga PyeongtaekJije)
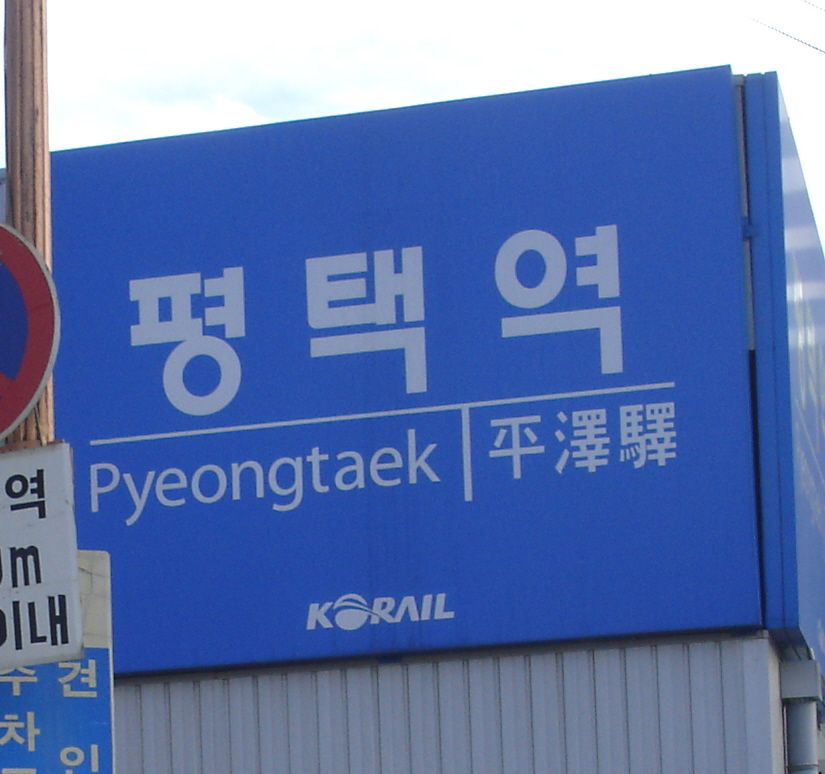
Biển tên trạm tạm thời của trạm riêng
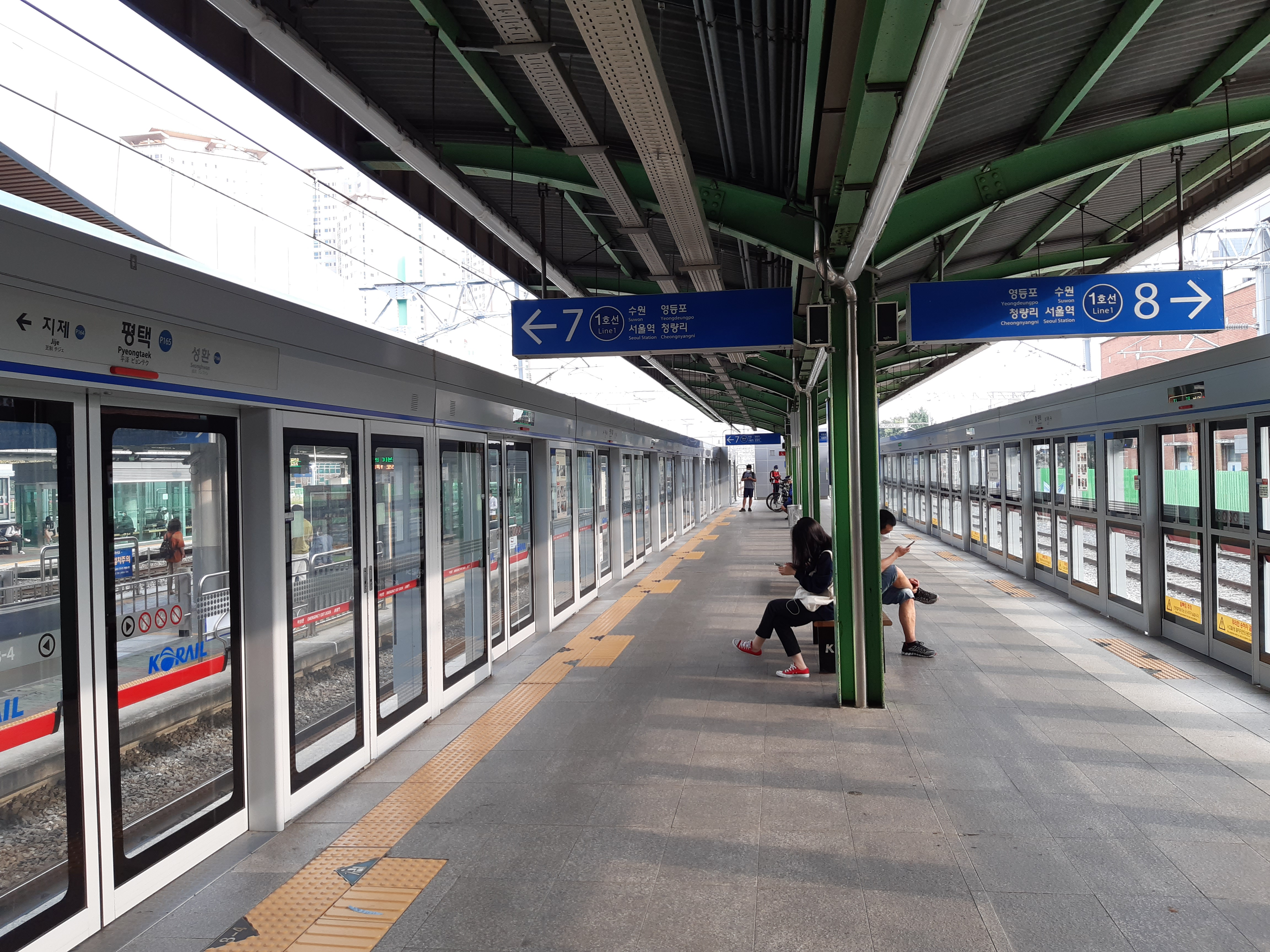
Sân ga Tuyến 1
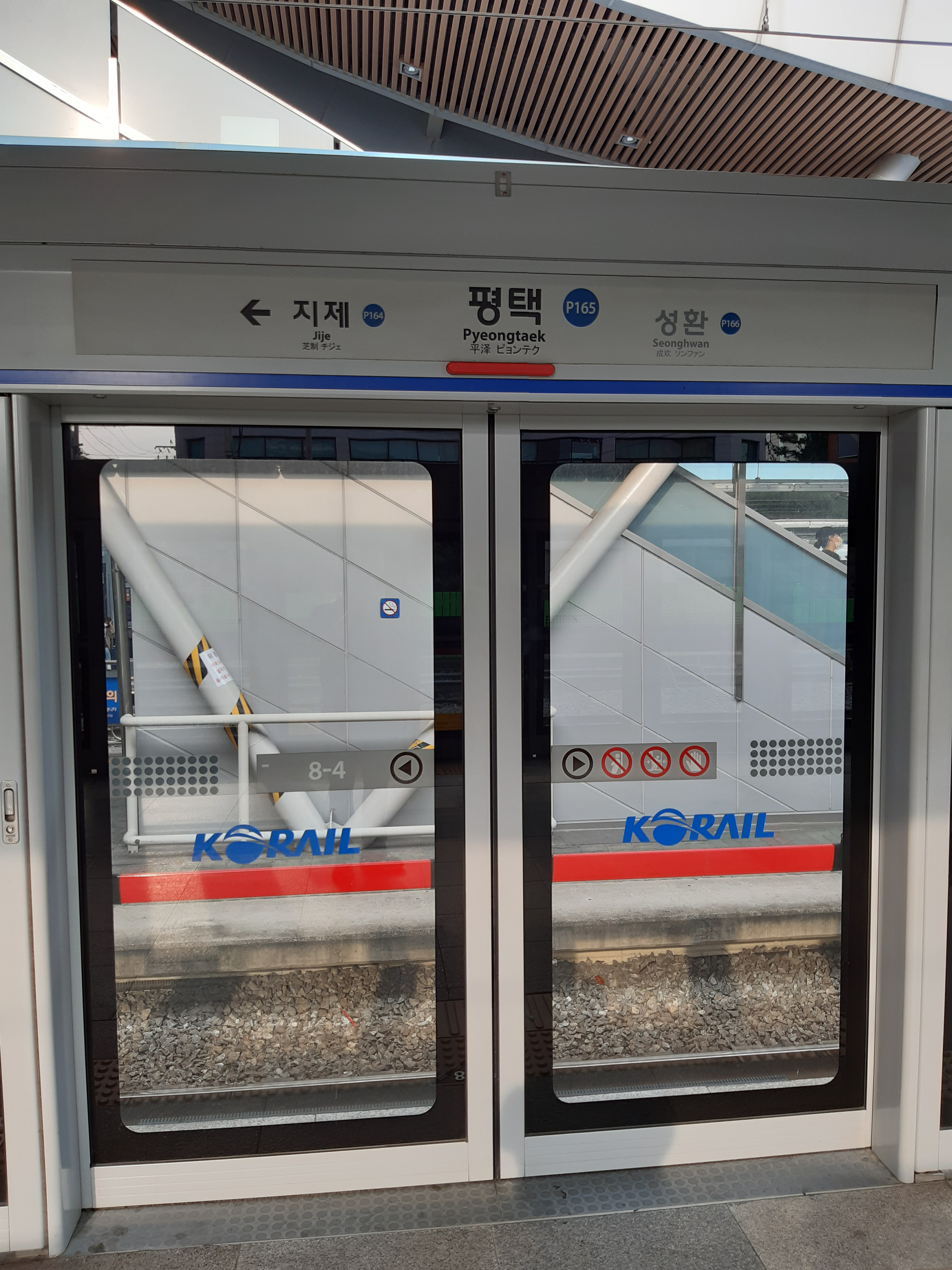
Cửa chắn sân ga (trước khi ga Jije đổi tên thành ga PyeongtaekJije)
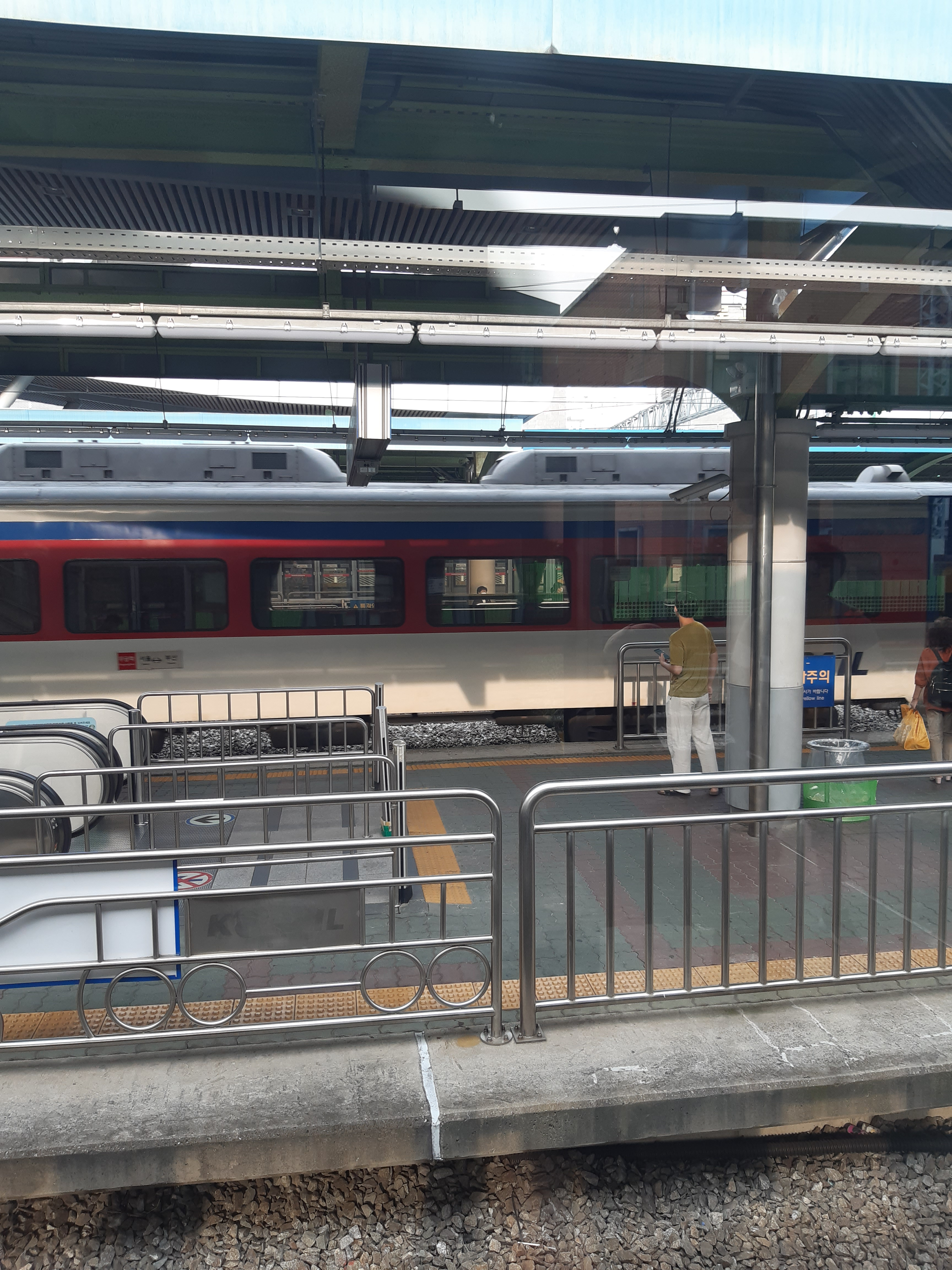
Sân ga chung